# Батож (гмина)
Батож (пол. Batorz) — сельская гмина (волость) в Польше, входит как административная единица в Яновский повет, Люблинское воеводство. Население — 3540 человек (на 2004 год).

## Сельские округа
1. Александрувка
2. Батож
3. Блажек
4. Нове-Мочидла
5. Самары
6. Ставце
7. Ставце-Колёня
8. Венглинек
9. Вулька-Баторска
10. Воля-Студзеньска
11. Воля-Студзеньска-Колёня

## Соседние гмины
1. Гмина Годзишув
2. Гмина Модлибожице
3. Гмина Шастарка
4. Гмина Закшев
5. Гмина Закшувек